# 新名古屋ミュージカル劇場
新名古屋ミュージカル劇場（しんなごやミュージカルげきじょう）は、愛知県名古屋市中区栄1丁目にあった劇場。

## 概要
同市東区東桜1丁目（現在のオアシス21が所在する地区）で仮設劇場として運営された「名古屋ミュージカル劇場」の後継劇場で、東海地区で初めてとなる劇団四季の常設劇場でもある。
納屋橋東地区の再開発事業の一環として誘致され、設計企画を劇団四季が行い、ボウリング場跡地を流用して東陽倉庫が建設。1999年（平成11年）5月15日にオープン。
建物は平成11年度名古屋市都市景観賞を受賞。客席数は、上演作品によって異なる（公式には約990席）。こけら落とし公演は『ソング&ダンス』。
2016年（平成28年）秋に中村区に新拠点となる「名古屋四季劇場」の開場を発表し、それに伴い、新名古屋ミュージカル劇場は、2015年（平成27年）9月20日開幕の『オペラ座の怪人』の千秋楽の2016年（平成28年）8月21日をもって閉館した。
閉館後の建物は2017年（平成29年）3月末までに解体され、現在は跡地の一部がダイワロイネットホテルズ運営のビジネスホテルとなっている。

## 上演記録
1999年
- 劇団四季 ソング&ダンス （5月15日 - 6月8日）
- キャッツ （7月20日 - 2001年1月28日）

2001年
- ハムレット （3月21日 - 4月22日）
- 壁抜け男 （5月3日 - 6月17日）
- 劇団四季 ソング&ダンス オーヴァー・ザ・センチュリー （7月1日 - 9月9日）
- ユタと不思議な仲間たち （9月24日 - 11月4日）
- ジーザス・クライスト＝スーパースター エルサレムバージョン （11月14日 - 12月16日）

2002年
- 夢から醒めた夢 （1月6日 - 2月17日）
- ミュージカル異国の丘 （3月3日 - 4月21日）
- クレイジー・フォー・ユー （5月8日 - 7月7日）
- 赤毛のアン （7月13日 - 9月1日）
- アスペクツ オブ ラブ （9月8日 - 9月29日）
- 人間になりたがった猫 （10月10日 - 10月20日）
- 王子とこじき （10月26日 - 11月4日）
- コンタクト（11月29日 - 2003年1月31日）

2003年
- アンデルセン （2月9日 - 3月2日）
- ライオンキング （6月8日 - 2006年1月9日）

2006年
- コーラスライン （2月19日 - 4月9日）
- ミュージカル李香蘭 （4月21日 - 5月20日）
- ミュージカル異国の丘 （5月28日 - 6月18日）
- ミュージカル南十字星 （7月2日 - 7月30日）
- 鹿鳴館 （8月12日 - 9月3日）
- 夢から醒めた夢 （9月16日 - 12月24日）

2007年
- エビータ （1月7日 - 2月24日）
- ブラックコメディ （3月7日 - 3月21日）
- アイーダ （5月12日 - 2008年1月5日）

2008年
- マンマ・ミーア! （2月26日 - 2009年2月28日）

2009年
- トロイ戦争は起こらないだろう （3月27日 - 4月5日）
- ジーザス・クライスト＝スーパースター ジャポネスク・バージョン （4月15日 - 5月9日）
- 劇団四季 ソング&ダンス55ステップス （5月17日 - 6月28日）
- オペラ座の怪人 （8月2日 - 2011年1月30日）

2011年
- 赤毛のアン （2月20日 - 4月17日）
- 人間になりたがった猫 （4月23日 - 5月8日）
- 夢から醒めた夢 （5月28日 - 8月28日）
- ウィキッド （9月25日 - 2012年9月2日）

2012年
- アイーダ 愛に生きた王女（9月23日 - 2013年2月15日）

2013年
- ユタと不思議な仲間たち（2月26日 - 4月14日）
- はだかの王様（4月27日 - 5月12日）
- サウンド・オブ・ミュージック（6月9日 - 11月24日）

2014年
- 美女と野獣（1月12日 - 2015年2月22日）

2015年
- マンマ・ミーア!（3月28日 - 8月9日）
- オペラ座の怪人（9月20日 - 2016年8月21日）[6]

## アクセス
鉄道
- 名古屋市営地下鉄
  - 東山線・鶴舞線 伏見駅から徒歩で約5分。
- JR東海
  - 在来線：名古屋駅から徒歩で約15分。
  - 新幹線：名古屋駅から徒歩で約20分。
- 名鉄名古屋本線
  - 名鉄名古屋駅から徒歩で約15分。
- 近鉄名古屋線
  - 近鉄名古屋駅から徒歩で約15分。

路線バス
- 名古屋市営バス
  - 中巡回「天王崎橋東」バス停下車、徒歩で約1分。
- 名鉄バス・三重交通バス他
  - 「名鉄バスセンター」下車、徒歩で約20分。